# Operazione Reservist
La operazione Reservist fu un'operazione militare Alleata durante la seconda guerra mondiale. Facente parte dell'operazione Torch, l'invasione alleata del Nord Africa, fu un tentativo di sbarco di truppe direttamente all'interno del porto di Orano.
Il compito dell'operazione Reservist era di catturare le preziose infrastrutture e navi nel porto di Orano, all'epoca controllato dalla Francia di Vichy, prima che potessero essere distrutti. Lo sbarco di truppe direttamente dalle navi era estremamente rischioso, comunque gli alleati speravano che i difensori francesi venissero presi completamente di sorpresa o che infine avrebbero cooperato con le forze da sbarco. Per lo sbarco vennero usati due sloop-of-war della classe Banff, ridesignazione dopo la cessione alla Royal Navy, a causa della legge Affitti e prestiti, della classe Lakes di cutter in dotazione alla USCG; le due navi erano la HMS Walney e la HMS Hartland.
Le navi impegnate nello sbarco vennero invece fatte segno ad un pesante fuoco da parte dei difensori una volta all'interno della rada, comprese quattro batterie costiere (da est ad ovest - Mole Ravin Blanc, Mole Millerand, Mole J. Giraud e Mole Centre). Vi erano 31 navi francesi in porto che fecero considerevoli danni alle navi angloamericane. Le perdite durante l'operazione superarono il 90%. Di 393 militari alleati che parteciparono, 183 morirono e 157 vennero feriti; compresi nell'elenco delle perdite 113 marinai della Royal Navy morti e 96 feriti, così come cinque morti e sette feriti della US Navy. La Walney riuscì ad accostarsi al molo ed a sbarcare un piccolo numero di uomini. I sopravvissuti vennero catturati.
I difensori si arresero due giorni dopo l'invasione, ma le infrastrutture portuali erano state distrutte.
Un'operazione simile venne portata allo stesso tempo di Reservist, con nome in codice operazione Villain in Marocco nei tre porti di Mehdia, Casablanca e Fedala ed un'altra ad Algeri, denominata Operazione Terminal.